# Chả lụa
A chả lụa (IPA: [ca᷉ lûˀə])  a vietnámi konyha leggyakoribb kolbászfajtája. Sertéshúsból készül, amit a hagyomány szerint banánlevelekbe csomagolnak.
A chả lụa-t Thaiföldön moo yor ként ismert, ami a moo (jelentése sertéshús), és a yor (jelentése sonka vagy kolbász) szavak kombinációja.

## Elkészítése
A hagyomány szerint sertéshúsból, burgonyakeményítőből, fokhagymából, őrölt fekete borsból és halszószból készül.
A disznóhúst addig kell klopfolni, amíg pépessé válik; nem szabad aprítani vagy darálni, mert ebben az esetben a hús inas, száraz és töredező marad. A klopfolási folyamat végén néhány kanál halpástétommal kell ízesíteni a húst, ekkor adhatunk hozzá sót, feketeborsot és cukrot is. Az így kapott húsétel neve giò sống (nyers kolbász), amely más ételekhez is felhasználható.
A keveréket ezután szorosan banánlevelekbe csomagolják, és elkezdik forralni. Ha nincs elég szorosan becsomagolva, a víz beszivárog, és elárasztja a keveréket, ami így szobahőmérsékleten tartva gyorsan romlik. Egy kilogramm kolbász főzése körülbelül egy órát vesz igénybe.